# Арташат
Арташа́т (вірм. Արտաշատ), Артаксати (дав.-гр. Ἀρτάξατα) — місто у Вірменії, адміністративний центр марзу (області) Арарат. У минулому — столиця Великої Вірменії. Розташоване за 30 км на південний схід від Єревана.

## Географія і транспорт
Арташат розташований на південний схід від Єревана на Араратській рівнині на лівому березі річки Азат. Місто оточене плодовими садами, виноградниками.
Відстань до кордону з Туреччиною — близько 4 км. Площа міста близько 10 км², довжина з півдня на північ 5,5 км, зі сходу на захід 3 км. Через місто проходять залізнична гілка Єреван — Єрасх і автотраса Єреван — Єхегнадзор — Капан. З Арташата виходять 10 автодоріг, що ведуть у навколишні села. За 3 км на південний схід від Арташату знаходяться поклади вапняку.

## Економіка
У місті функціонують винно-коньячний і консервний заводи. За радянських часів в Арташаті також діяли підприємства легкої та харчової промисловості, машинобудівний, керамічний заводи та інші, про їхню діяльність у даний момент даних немає.
Арташат і його околиці — один з найбільших за обсягом виробництва сільськогосподарських районів Вірменії. Тут сильно розвинена зрошувальна мережа, що використовує води Арташатського каналу та річки Азат. Основою сільського господарства є виноградарство, плодівництво, овочівництво і молочне тваринництво.

## Міста-побратими
- Кламар (фр. Clamart), Франція, з 2003 р.[2]
- Ростов-на-Дону (рос. Ростов-на-Дону), Росія, з 2010 р.[3]